# بيترو بينديتي
بيترو بينديتي (بالإيطالية: Simone Benedetti)‏ هو لاعب كرة قدم إيطالي، ولد في 3 أبريل 1992 في تورينو في إيطاليا. شارك مع منتخب إيطاليا تحت 16 سنة لكرة القدم ومنتخب إيطاليا تحت 17 سنة لكرة القدم ومنتخب إيطاليا تحت 18 سنة لكرة القدم ومنتخب إيطاليا تحت 19 سنة لكرة القدم ومنتخب إيطاليا تحت 20 سنة لكرة القدم. أما مع النوادي، فقد لعب مع إنتر ميلان ونادي بادوفا ونادي باري ونادي تورينو ونادي سبيزيا ونادي كالياري.

## وصلات خارجية
- بيترو بينديتي على موقع الاتحاد الدولي (مؤرشف)  (الإنجليزية)
- بيترو بينديتي على موقع قاعدة بيانات كرة القدم.إي يو (الإنجليزية)
- بيترو بينديتي على موقع Soccerway.com (الإنجليزية)
- بيترو بينديتي على موقع عالم كرة القدم.نت (الإنجليزية)
- بيترو بينديتي على موقع AS.com (الإسبانية)